# Мягкая сила
Мя́гкая си́ла (англ. soft power; чаще встречающийся перевод — «мягкая сила», хотя автор этого термина американский политолог Джозеф Най, введший его во второй половине 1980-х годов, имел в виду в первую очередь «мя́гкую власть») — форма политической власти, предполагающая способность добиваться от кого-то желаемых результатов на основе добровольного участия, симпатии и привлекательности, в отличие от «жёсткой силы», которая подразумевает принуждение.
Примеры современной мягкой силы Японии
По словам Джозефа Ная, язык и культура страны — это «мягкая сила», которая играет ключевую роль в международных отношениях, влияя напрямую или косвенно на мировую политику и деловые связи.

## Происхождение термина
Термин «мягкая сила» (англ. soft power) впервые ввёл в оборот профессор Гарвардского университета Джозеф Най в своей книге 1990 года Bound to Lead: The Changing Nature of American Power. Впоследствии он развил данное понятие в своей книге 2004 года Soft Power: The Means to Success in World Politics и статье «„Мягкая сила“ и американо-европейские отношения».
Одной из предшественниц концепции «мягкой силы» была концепция «культурно-идеологической гегемонии», которая была разработана итальянским философом Антонио Грамши в 1930-х годах в «Тюремных тетрадях». Она получила широкое распространение в кругах западноевропейских и американских неоконсерваторов.
Идея использовать «мягкую силу» для установления своей власти восходит к древнекитайским философам, таким как Лао-цзы, живший в VII веке до н. э.. Ему принадлежит высказывание: «В мире нет предмета, который был бы слабее и нежнее воды, но она может разрушить самый твёрдый предмет».
В русском языке наиболее распространённым синонимом данного термина является «пряник», в отличие от «кнута», но он не применяется в контексте использования культурных и демократических ценностей для установления власти.
Стоит уточнить, что «мягкая сила» является теоретическим конструктом. Инструментом реализации такой силы на практике является так называемая публичная дипломатия.

## Примеры

### Китай
С резким развитием Китая в последние десятилетия и усилением его влияния на международной арене китайские руководители ставят на повестку дня вопрос о «мягкой силе» страны. Отмечается, что IV Пленум ЦК КПК 16-го созыва (сентябрь 2004 года) поставил задачу проекции китайской культуры вовне: «Укреплять комплексную силу культуры Китая. Продвигать китайскую культуру, ещё лучше выходить в мир, повышать её международное влияние». Отмечалось упоминание термина «мягкая сила» в докладе ЦК 17-го съезда КПК.
С 2002 года Китай начал создавать за рубежом центры по продвижению китайского языка и культуры, с 2004 года получивших название Институтов Конфуция.
В качестве отдельных мероприятий в контексте проявления Китаем политики «мягкой силы» особо выделяется проведение Олимпийских игр в Пекине в 2008 году.

### США
Как отмечал замдиректора Китайской академии общественных наук Ли Шэньмин в Хуаньцю шибао в 2012 году, западный мир во главе с США «по-прежнему безраздельно контролируют средства так называемой мягкой силы, в том числе — определение международных правил, манипулирование общественным сознанием и др.».

### Россия
Указом президента РФ 21 июня 2007 года был создан фонд «Русский мир».
Существует мнение, что в России доминирует критика «мягкой силы», а не обсуждение возможности её применения на пользу России. С одной стороны, «мягкая сила» воспринимается как «недостойное» (манипулятивное) средство реализации собственных интересов. С другой стороны, становятся невостребованными поиски нормативного объединяющего идеала, способного сформировать ядро «мягкого» потенциала.
Термин «мягкая сила» как потенциальное направление внешней политики России стал использоваться в российских официальных кругах с середины 2012 года. Улучшением имиджа России за рубежом призвано заняться Россотрудничество.

## Критика
Концепция мягкой силы была подвергнута критике как неэффективная такими авторами, как Нил Фергюсон в предисловии к Colossus. По его мнению, субъекты международных отношений должны реагировать только на два типа стимулов — экономические и военные санкции.
Часто бывает трудно отличить последствия мягкой силы и других факторов. Например, Дженис Маттерн (Janice Bially Mattern) утверждает, что использование Джорджем Бушем фразы «вы с нами или против нас» было применением мягкой силы, так как никакой явной угрозы не подразумевало. Тем не менее, некоторые авторы видят в ней «неявную угрозу», поскольку прямые экономические или военные санкции следуют из фразы «против нас».